# Guitarra negra
Guitarra negra es un libro de poesía surrealista del músico de rock argentino Luis Alberto Spinetta publicado en 1978. Es el único libro publicado por Spinetta, aunque el álbum Pescado 2 lanzado en 1973 por su banda Pescado Rabioso, contenía un cuadernillo de 52 páginas con dibujos, poesías y reflexiones, mayormente escritas por Spinetta. Ha sido reeditado varias veces.

## Contexto
Luis Alberto Spinetta se caracterizó por una obra musical íntimamente relacionada con la poesía. Con fuertes influencias del surrealismo, muchas de sus obras musicales y álbumes están inspirados en la obra de grandes poetas, como sucede con Rimbaud en el caso de Pescado 2.
El libro fue originalmente editado por Ediciones Tres Tiempos que debió cerrar en 1984. En 1995, otra editorial independiente retomó la tarea de reeditarlo, realizando cinco ediciones desde entonces y hasta 2012.
Spinetta ha dicho sobre el libro que:

Cierta violencia interna se disparó sobre mí al escribir esos textos.
Luis Alberto Spinetta

## El libro
La portada original es una foto fantasmagórica del rostro de Spinetta invertido sobre fondo negro. El libro está dedicado "A mis padres, Y a mis hijos", y organizado con una breve advertencia previa, seguida de siete partes no tituladas y una octava parte titulada "Escorias diferenciales del alma de la letra poética". 
La "advertencia" dice:

Como nadie tiene conciencia del "control" de los manuscritos, y aun de existir dicha conciencia, ésta no intervendria en mi obra, sino como referencia simbólica a la licitud de la temática, propongo que se olvide cada palabra a medida que ella se lea.
L.A.S.

La "Parte Primera" contiene ocho poesías numeradas sucesivamente con números romanos y una poesía titulada "Voz de Dios", ubicado a continuación del poema II. El poema VI dice:

Ignoro quien era ayer yo mismo.
Quien se atrevió a venir en mi.
Pero sé quien soy ahora.

La "Parte Segunda" contiene diez poesías, todas tituladas: "La mujer", "El músico", "Los locos", "En la feria", "Zaguán", "En el baile", "Paisaje", "Población", "Las hordas sobre Italia" y "Society".
La "Parte Tercera"contiene cinco poesías sin títulos, numeradas sucesivamente con números romanos. El poema III está dedicado "A Grigori Lefimovich Rasputín" y fechado el 25 de enero/76. Dice en un fragmento:

Luego se va.
Ha cerrado nuestra puerta sin conocerle las manos.
Ha posado su duda y ha vuelto a sumergirse.
Es tan blanco en el polvo
como en la nieve sangrienta.

La "Parte Cuarta" contiene dieciocho poesías alternando las tituladas y las numeradas de modo tal que la numeración se interrumpe para volver a iniciar o se suspende caprichosamente, luego de cada poesía titulada. Los poemas titulados son "Las muelas", "La reina", "Hombre de la tez ilusoria", "Desaceleración" y "El miserable". En uno de los poemas numerado II dice:

Aun si no tuviéramos bocas
estaríamos comiendo carne apenas con los párpados.

La "Parte Quinta" tiene seis poesías, tres tituladas y tres numeradas con números romanos. Las tituladas son "OK", "Más peligroso que" y "Ave fénix". "Más peligroso que" ha sido relacionado con la violencia desplegada por la última dictadura, coincidente con el momento en que el libro fue escrito, aunque Spinetta negaba relaciones directas en sus poesías:

Mas peligroso que

Penetraron inexplicablemente
quince monos en mi habitación.
Comencé a llorar,
a pedir auxilio.
Y mis vértebras hervían.

Uno de los monos tenía un revólver
y comenzó a disparar.
En menos de un minuto
eliminó a los otros catorce.
¡Ahí vi mi aventura!
¡Cómo se deslizaba fatalmente mi suerte!

Luego me habló de la muerte absoluta,

algo con lo que advertí que dañaba mi conciencia.
Me apuntaba mientras tanto

y le supliqué que se fuera.

Pero el mono me disparó a mí también.

Mientras moría,
vi renacer a los simios.
Recobraban la vida rápidamente
y escapaban de mi cuarto.

La "Parte Sexta" tiene ocho poemas, dos titulados: "Soneto intrauterino" y "El ángulos de la vida".
La "Parte Séptima" reúne diez poemas, de los cuales cuatro están titulados: "Del porque de las playas", "Lapsos", "Tu vida" y "La mujer inocente". El bello poema "Tu vida" dice en su parte final:

Tu vida

Entonces no te acerques sin que cure tu mal.
Y huya tu muerte.
Yo soy tu vida.
Malentiéndeme.

Finalmente, la octava sección lleva como título "Escorias diferenciales del alma de la letra poética" y está integrada por cinco poesías no tituladas, numeradas con números romanos. El III y el IV están escritos en prosa poética. En el III Spinetta dice:

Se torna difícil escribir con la misma brutalidad con que se piensa.